# Трудолюбівка (Подільський район)
Трудолю́бівка — село Долинської сільської громади Подільського району Одеської області. Населення становить 71 осіб.

## Населення
За переписом населення України 2001 року в селі мешкала 71 особа.

### Мова
Розподіл населення за рідною мовою за даними перепису 2001 року:
| Мова       | Відсоток |
| ---------- | -------- |
| українська | 57,75 %  |
| румунська  | 40,85 %  |
| російська  | 1,41 %   |